# Kunenbo
Espèce
Kunenbo (C. reticulata var Kunenbo) est une espèce d'agrume, une mandarine originaire de Chine et introduite d'Indochine à Okinawa vers 1564, seconde moitié de la période Muromachi.

## Dénomination
En japonais クネンボ (kūnenbo), en dialecte d'Okinawa 唐クンブ (Tang Khumbu), 羽地ミカン (Mandarine Haneji), 九年母 (Jiǔniánmǔ) mère de neuf ans. kunibu est également employé à Okinawa et dans la région d'Amami, préfecture de Kagoshima, tookunibu qui signifie kunenbu chinois désigne le kunenbo. 
C. reticulata Blanco dans la classification Swingle, C. nobilis Lour. var. kunep Tanaka chez Tanaka. Tokurou Shimizu et al. (2016) en distingue 2 cytotypes Kunenbo A variété Bendiguangju (Honchi kokitsu au Japon) et Kunenbo B cultivars Kamikoshikijima, kunenbo de Kagoshima, takeunin, twukkunin,  twukunihu et twuukuribu. 
Bendiguangju ou Bendi guangju (C. reticulata) est regroupée avec les variétés locales chinoises de mandarines du Zhejiang et classée comme une accession de Kunenbo, elle a la cytoplasme de l'orange douce comme les Kunenbo du groupe B. Ce sont des graines de Bendiguangju qui aurait été apporté par un moine japonais depuis la Chine.

## Phylogénèse

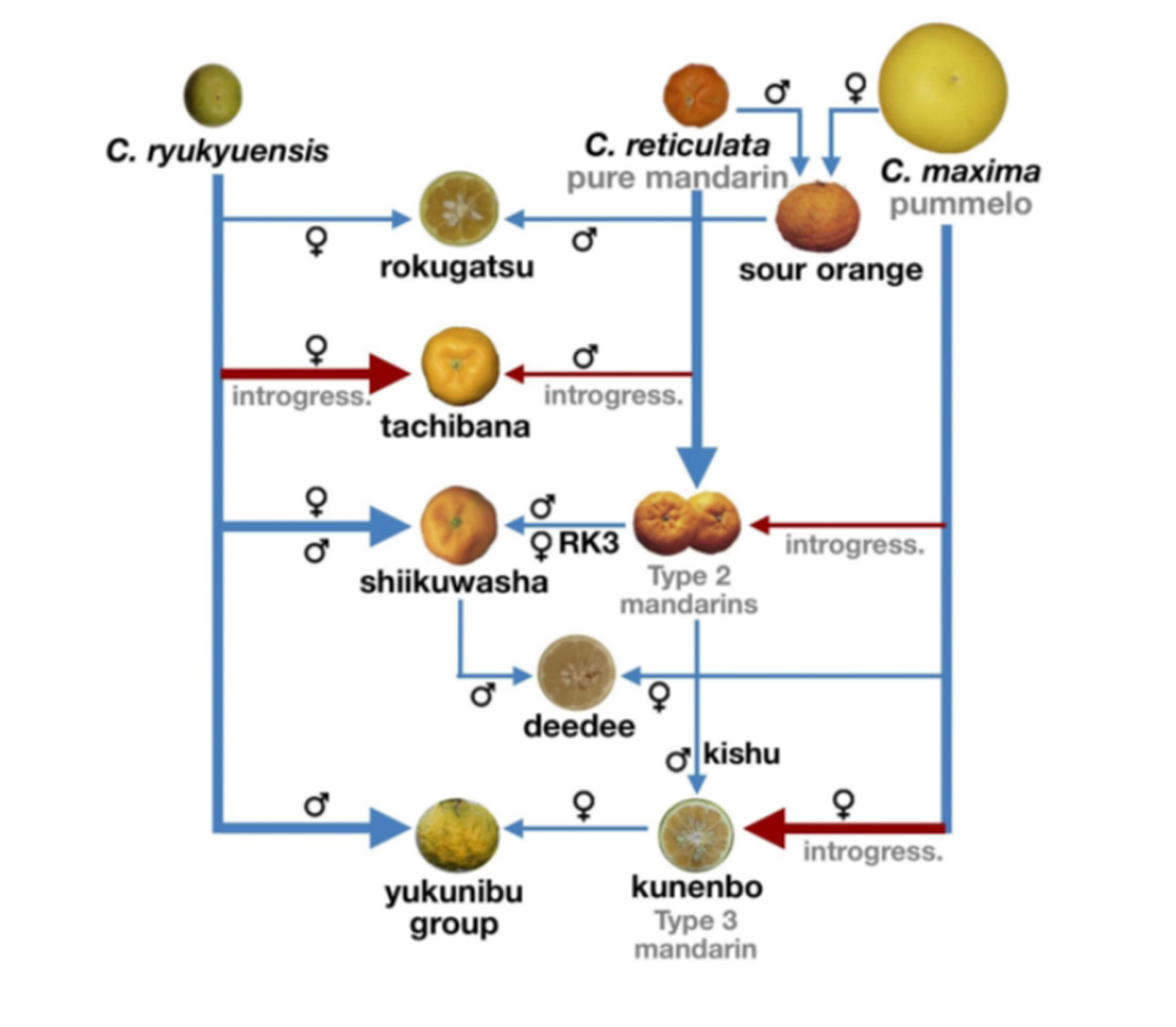
Kunenbo ascendance et descendance côté Yukunibu

### Ascendance
Les diverses analyses réalisées concordent: Kunenbo est une hybridation de parent graine inconnu qui permet une introgression de pamplemoussier (C. maxima) pollinisé par un mandarinier kishu (C. kinokuni hort. ex Tanaka).

### Descendance
La semence de Kunenbo A pollinisée par yuzu donne Henka mikan, Jabara, Kabosu, Kizu, Mochiyu. Pollinisée par Kishu elle donne Yatsushiro. Ce Yatsushiro est progéniteur pollinique du shunkokan (Citrus Shunkokan hort. ex Tanaka) avec un pamplemousse (C. maxima) pour le fleur. Shunkokan (シュンコウカン (shyunkoukan) écrit aussi 春光館 (Chun guang gan) demeure de la lumière du printemps, a été trouvé dans la préfecture de Wakayama selon Shimizu, dans la Préfecture de Mie en 1890 selon d'autres sources.

#### Yukunibu
Kunenbo B pollinisé par divers C. ryukyuensis est le parent de semence du groupe Yukunibu (C. yanbaruensis Tanaka 1957). Ce groupe réunit trois agrumes cultivés pour le jus aux Ryukyu  oto, kabuchi et tarogayo. Nakamoto est un yukuninu asperme. Tanaka mentionne que yukunibu et Rokugatsu (C. rokugatsu), autre descendant de C. ryukyuensis sont très semblables.

#### Oshima kunenbo
Version asperme de kunenbo cultivée sur l'ile d'Oshima (Osumi, Prefecture de Kagoshima), le fruit est plus gros qu'un kunenbo et très parfumé. 

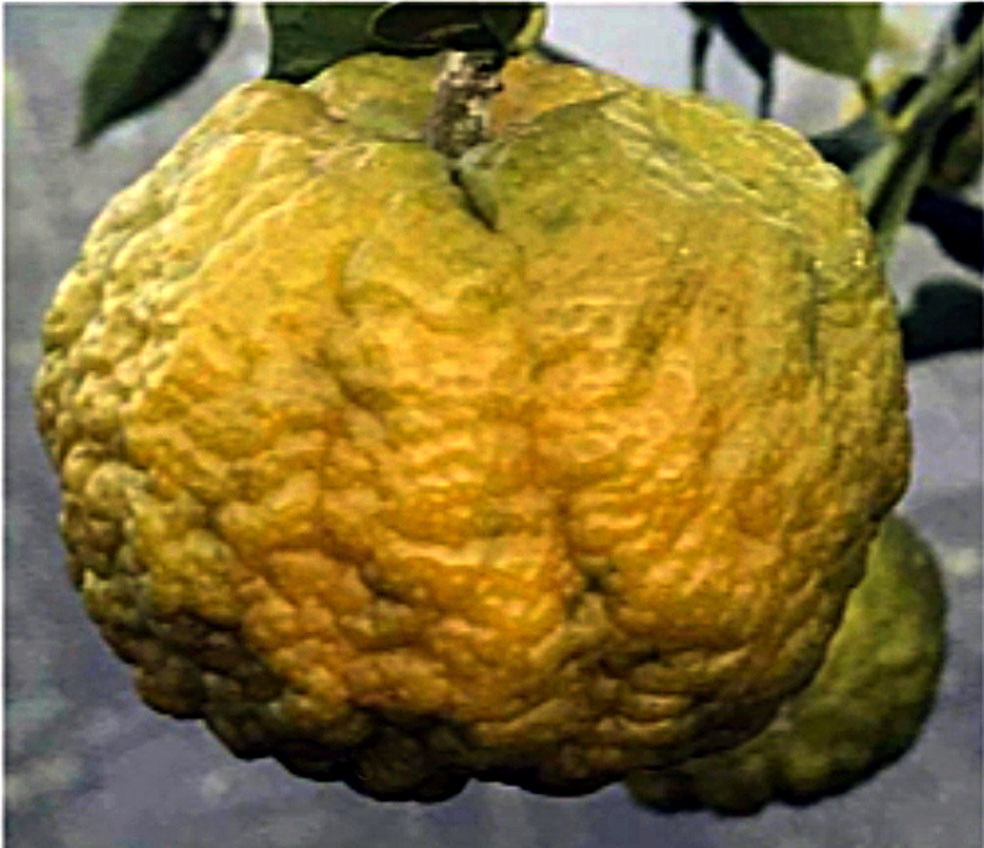
yukunibu

## Morphologie
La peau est épaisse et a une odeur de résine de pin, odeur de térébenthine. La taille moyenne des fruits est de 70 mm de large sur 62 à 70 mm de haut. Le fruit est sucré: brix 11.6°, peu acide 0.85, rapport sucre/acide 13.6.

## Utilisation
Kunenbo est utilisé dans la confiserie, la marmelade qui se fait avec le zeste.

### Huile essentielle
Les composants principaux sont presque les mêmes que les autres petites mandarines locales Keraji, Rokugatsu et Kabuchi: β-pinène et α-thuyène, Kunenbo partage avec Keraji β-myrcène. Sawamura note que huiles de kunenbo, tachibana et tardive de Ciaculli contiennent moins de 80% de limonène ont aussi un haut niveau de γ-terpinène et de myrcène. Les composants ont été publiés par Toshiyuki Hamada et al. en 2017.

## Anthologie
- Michel Chauvet, Pamplemousse ou pomelo : un cas exemplaire de conflit entre usage et norme. Journal d'agriculture traditionnelle et de botanique appliquée. 1980  27-1  pp. 55-81[19]

« Ce que Swingle a pu faire inconsciemment, Tanaka l'a exprimé clairement: «Les qualités de la pulpe... sont l'objet réel de l'intérêt qu'a l'homme à consommer le fruit. Le public s'y connaît davantage sur une telle distinction spécifique que quelques techniciens, parce qu'il en consomme plus. On ne fera pas croire aux Japonais, qui mangent 500 000 t de satsumas par an, qu'il s'agit là d'une simple variété de la mandarine Ponkan (C. reticulata) ou Kunenbo (C. nobilis), de même que les Américains n'admettront pas que le grapefruit soit une variété de pummelo (shaddock). C'est une conviction humaine, et la science devrait la faire sienne».
Cette conception de Tanaka est irrecevable, la taxonomie botanique n'ayant pas pour objet de calquer les taxonomies populaires. Mais peut-on affirmer que si Swingle avait été japonais, il n'aurait pas distingué plusieurs espèces de mandarines et une seule de pamplemousses ? »